# Läbara
Läbara (Duits: Lebber) is een plaats in de Estlandse gemeente Saaremaa, provincie Saaremaa. De plaats heeft de status van dorp (Estisch: küla) en telt 9 inwoners (2021).
Tot in oktober 2017 lag Läbara in de gemeente Torgu. In die maand ging Torgu op in de fusiegemeente Saaremaa.
Läbara ligt aan de oostkust van het schiereiland Sõrve, onderdeel van het eiland Saaremaa.

## Geschiedenis
Läbara werd in 1445 voor het eerst genoemd onder de naam Leppekanger. In de 16e eeuw lag het dorp op het landgoed van Sääre, dat in de 19e eeuw opging in het landgoed Olbrüki (Duits: Olbrück).
In 1977 werd Läbara bij het buurdorp Sääre gevoegd. In 1997 werd het weer een afzonderlijk dorp.